# Gültəkin Şirinova
Gültəkin Kamandar qızı Şirinova (ur. 3 października 2003) – azerska zapaśniczka walcząca w stylu wolnym. 
Brązowa medalistka MŚ wojskowych w 2023. Druga na olimpijskim festiwalu młodzieży Europy w 2019. Trzecia na MŚ juniorów w 2022 i 2023. Druga na ME juniorów w 2023 roku.